# Métro de Dubaï

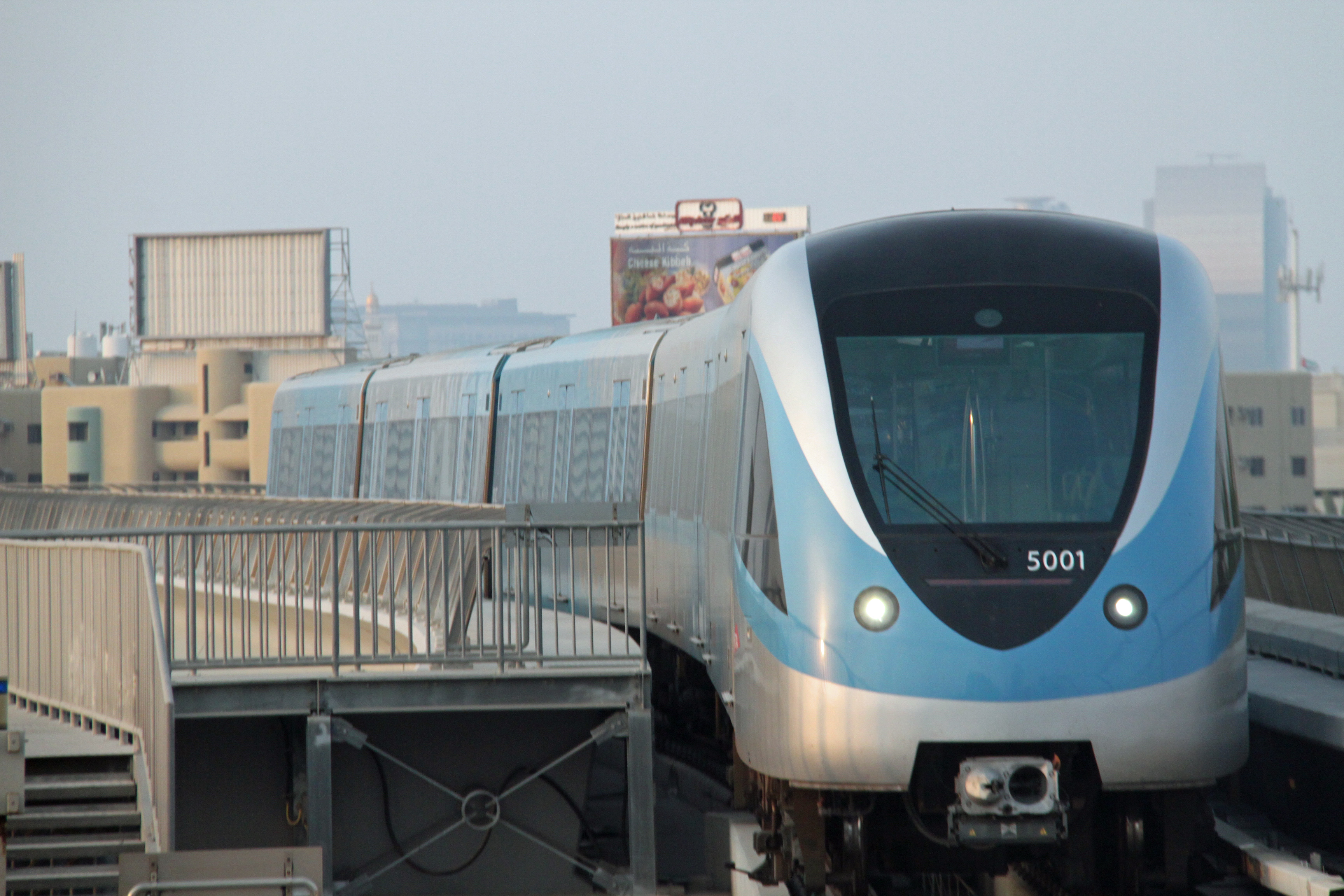
Rame du métro de Dubaï

Le métro de Dubaï (en arabe:مترو دبي) est un métro entièrement automatique (sans conducteur) desservant la ville de Dubaï aux Émirats arabes unis. La première section de la ligne rouge, avec dix stations, est inaugurée officiellement le 9 septembre 2009 à 9 heures 9 minutes et 9 secondes, par Mohammed bin Rashid Al Maktoum, souverain de Dubaï. La première section de la ligne verte est inaugurée le 9 septembre 2011. D'autres prolongements sont actuellement en construction. Le métro de Dubaï est entre 2010 et 2016 le métro entièrement automatique le plus long au monde, précédé avant et dépassé depuis par le SkyTrain de Vancouver et le métro de Singapour. Néanmoins, la ligne rouge, avec 52 km, reste la plus longue ligne de métro sans conducteur au monde. Le métro de Dubaï est le second plus ancien du monde arabe (après celui du Caire).
Le réseau doit permettre de décongestionner les rues de la ville, très encombrées par les véhicules privés. Il devait également permettre de réduire le temps des déplacements et le niveau de pollution de la ville. Dix ans après sa mise en service, le métro semble avoir amélioré la situation. Le métro fait partie d'un réseau de transport comprenant un tramway mis en service en novembre 2014 et le monorail de Palm Jumeirah. Deux navettes automatiques fonctionnent également à l'aéroport international.

## Élaboration du projet et construction

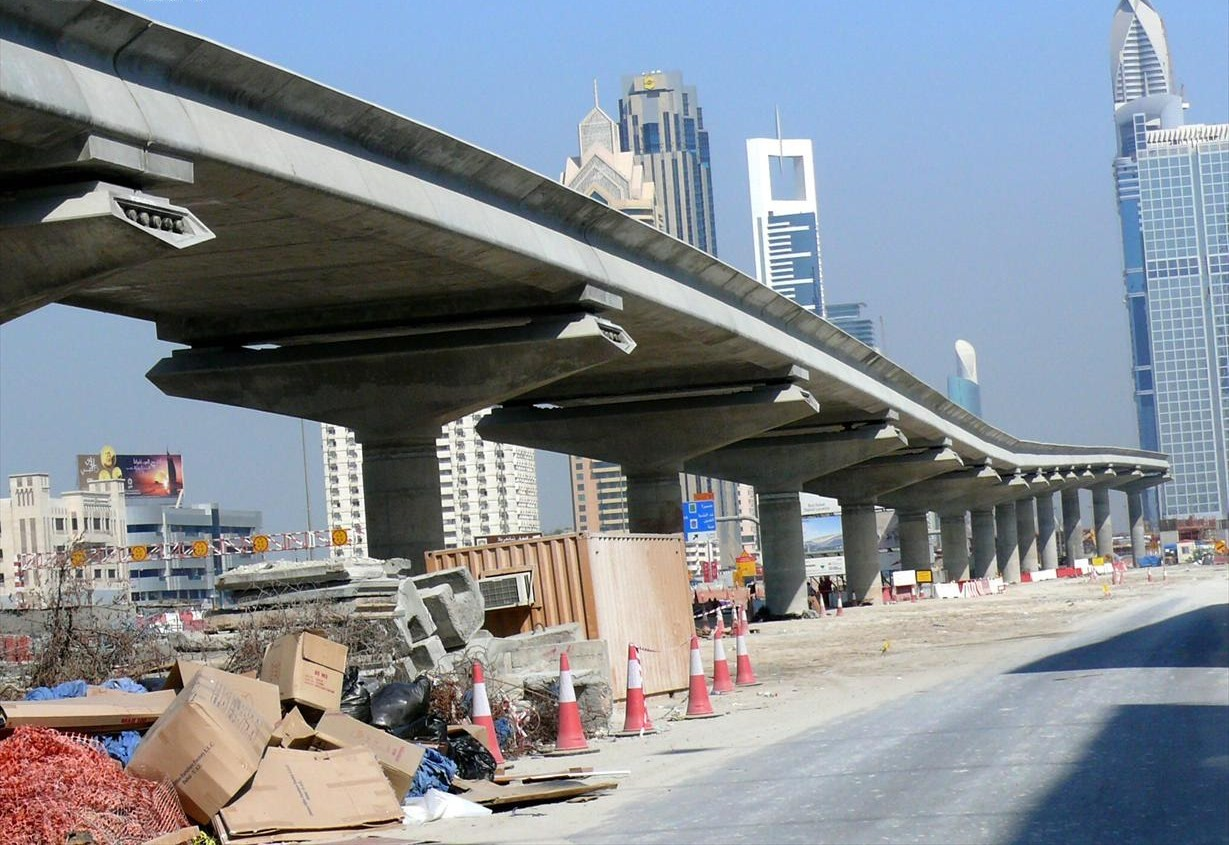
Viaduc de la ligne rouge le 22 novembre 2007

### Les études et la sélection du constructeur (1997-2005)
Les premières réflexions concernant un système ferroviaire dans les Émirats arabes unis datent de 1997,. Les études sont lancées. En 2003 Systra obtient avec des partenaires un contrat « maîtrise d’œuvre études » complète devant aller d'une étude de trafic vers la définition du système jusqu’à la rédaction des dossiers d’appel d’offre en conception - réalisation des lignes rouge et verte ainsi que d'une ligne circulaire dans le Quartier d'affaires du centre de la ville,. L'étude préliminaire de Systra de juillet 2003 préconise la réalisation d'un métro automatique doté de porte palière, entièrement climatisé, la billetterie reposant sur le passe sans contact. Le réseau se composerait de deux lignes : la ligne rouge avec 50 km avec 29 stations, la ligne verte avec 19,2 km avec 15 stations. Le matériel roulant serait composé de 99 trains de cinq véhicules ,. Après une phase de préqualification lancée en mai 2004, l'appel d'offres pour la totalité de la construction (génie civil et système) est lancé en août 2004 pour un projet alors estimé à 12,5 milliards dirhams entièrement financé par la municipalité. Les cinq consortiums préqualifiés techniquement, annoncés en septembre, sont : 1/ Dubai Star avec Bilfinger Berger, Taisei, BeSix, Al Habtoor, Alstom ; 2) Bouygues Vinci, Hochtief, CCIC, Ansaldo (qui ne remit pas d'offre financière); 3) Dubai Rapid Link (DURL) formé des sociétés japonaises Mitsubishi Heavy Industries, Mitsubishi Corporation, Obayashi et Kajima ainsi que la société turque Yapı Merkezi ; 4) Metro One avec Odebrecht, Arabtec, Parsons, Bombardier ; 5) Salsabeel comprenant Ben Laden Construction et Siemens. Compte-tenu du choix de la société française Systra pour toutes les études, les entreprises françaises attendaient un choix en leur faveur. À l'ouverture des offres financières pour la première phase c'est le consortium Dubai Rapid Link qui arrive moins-disant de plus de 30 % que le second Dubai Star,,. Les autorités de Dubaï négociant uniquement avec le moins-disant financièrement et non également avec le mieux coté techniquement (Alstom), la direction de Systra est critiquée pour sa gestion du dossier.
La municipalité annonce le 29 mai 2005 signer le contrat pour la totalité de la construction des deux lignes avec consortium Dubai Rapid Link (DURL) pour un montant de 12,45 milliards de dirhams, soit environ 2,5 milliards d'euros (contre 18,26 milliards de dirhams pour le consortium Dubai Star). Le contrat est associé à un contrat de maintenance pour 15 ans de 1,88 milliard de dirhams. Le coût total du projet est alors estimé à 15,5 milliards de dirhams. La construction du métro doit durer 55 mois, soit 49 mois pour la phase 1 (ligne rouge 52,1 km dont 4,7 km en souterrain ; 29 stations dont 25 en aérien, quatre en souterrain et une au niveau du sol ; 44 trains de cinq véhicules), 35 mois pour la phase 2 (17,6 km ; 14 stations dont huit en aérien et 6 en souterrain ; 18 trains de cinq véhicules pour la ligne rouge et 25 trains de trois véhicules pour la ligne verte) dont 20 mois avant la mise en service de la phase 1. La phase deux est considérée comme une option du contrat de la phase un : elle sera signée en juillet 2006.
En juillet 2005,  Mitsubishi Heavy Industries a attribué un contrat de 250 millions de dollars à Alcatel (repris par Thales) pour la fourniture et l’installation d’un système de contrôle des trains et de télécommunications sans conducteur. Alcatel utilisera son système de contrôle des trains basé sur les communications SelTrac  système qui comporte une signalisation à bloc mobile et son contrôle central NetTrac. Le système de télécommunication numérique comprendra la radio, les informations passagers, une vidéosurveillance à bord et un centre de contrôle.
En 2006, le coût de construction annoncé est de 15,5 milliards de dirhams dont 13,5 milliards pour les contrats de construction et de maintenance, 400 millions de dirhams pour les consultants du client, 600 millions en primes de management, 500 millions de coûts de déviation des réseaux et services publics et 500 millions de provisions pour aléas.

### La phase de construction (2006 - 2013)
Un département spécial pour la supervision de la construction sera créé en octobre 2005. En novembre 2005, le gouvernement de Dubaï met en place la Direction des Routes et du Transport (Roads and Transport Authority / RTA) qui est responsable du projet de métro, des transports en commun, de l’ingénierie de la circulation et des routes et du transport maritime. Les travaux de construction du métro ont officiellement commencé le 21 mars 2006.
La compagnie turque Yaki Merkezi sera chargée d'une partie essentielle du génie civil conjointement avec les sociétés japonaises Obayashi et Kajima. Plus de 24 000 travailleurs furent mobilisés pour la construction du métro. Pour beaucoup d'architectes et de sociétés de génie civil, les stations, les viaducs,,, et les tunnels du métro de Dubaï sont une référence, ainsi que pour d'autres sociétés comme Parsons et Thales.
La construction de la flotte de 87 trains de cinq véhicules a été confié à la société Kinki Sharyo. Les premières voitures sont construites en 2007 et arrivent sur le site en mars 2008.En avril 2009 les 44 trains de la ligne rouge sont arrivés et en phase de test.
De nombreux sous-traitants participent à cette construction majeure, y compris des sociétés de génie civil françaises comme Bouygues et sa filiale VSL. Le cabinet d'ingénieurs-conseils Atkins a assuré la conception et la gestion multidisciplinaires complètes des travaux de génie civil. Le cabinet d'architecture Aedas a conçu les 45 stations de métro, les deux dépôts et les centres de contrôle opérationnels.
La phase de test de la ligne rouge commence en octobre 2008 et se poursuit dans les mois suivants.

#### Problèmes de financement et mises en service progressives
Le coût de construction du projet de métro de Dubaï a bondi d'environ 80 %, passant à 28 milliards de dirhams en 2009. Les autorités affirmèrent que l'enveloppe initiale a été maintenu et que l'augmentation résulte de modifications post-contractuelles.
Formellement la mise en service du métro eut lieu comme prévu en septembre 2009,, mais avec seulement 12 trains et 10 des 29 stations de métro de la ligne rouge ont ouvert leurs portes le 9 septembre 2009.
Le 7 janvier 2010, le Nihon Keizai Shinbun annonce que les sociétés japonaises du consortium Dubai Rapid Link suspendent les travaux du fait de retards de paiement, d'un montant de 3,6 milliards d'euros fin octobre. La construction des stations sur la ligne rouge et sur la ligne verte reprend le 7 février 2010, selon les sous-traitants, après la conclusion d'un accord avec le consortium.
La ligne verte a été mise en service le 9 septembre 2011, avec 18 stations sur un tracé de 17,6 km avec 17 trains. Le métro de Dubaï est une première grande référence pour Mitsubishi Heavy Industries en matière de métro sans conducteur.

### En cours de construction
Une extension de 15 km  (dont 11,8 km surélevés et 3,2 km en souterrain) de la ligne rouge avec sept stations de Nakheel Harbour & Tower à Expo 2020, approuvée en avril 2015, est en cours de construction depuis septembre 2016, avec une mise en service attendue en février 2020. Un accord financier pour le projet est intervenu en mars 2018. C'est le consortium Expolink conduit par Alstom qui gagne le contrat clé-en-main d'un montant de 2,6 milliards d'euros. La part d’Alstom représente la moitié de cette somme. Thales fournit le système d'automatisation des 50 nouveaux trains ainsi que la billettique. Les premiers trains Alstom, fabriqués à Katowice, arrivent en novembre 2018. C'est la société Serco, qui fête ses dix ans de contrat, qui sera chargé de l'exploitation.

## Lignes
Le métro a été réalisé en plusieurs étapes :
- d'abord la ligne 2 de la ligne rouge (52,1 km dont 44,1 km en aérien, 3,3 km au sol et 4,7 km en souterrain) qui relie Al Rashidiya, dans la partie ancienne de Dubaï, et l'aéroport de Dubaï, en passant par les nouveaux quartiers d'affaires de la ville à Jebel Ali et le littoral. La première section avec dix stations a été inaugurée le 9 septembre 2009. La réception des 19 autres stations de la ligne rouge est effectuée par la RTA le 28 avril 2010. Ces stations furent mises en service progressivement. Sept stations de la ligne rouge ont ouvert leurs portes le 30 avril 2010[60],[61]. Dix nouveaux trains ont été mis en service, soit un total de 22 trains en service lors de l'ouverture de ces stations. Trois autres stations ont été ouvertes le 15 mai 2010[62], cinq autres le 15 octobre 2010, le mois de test de la ligne verte[63]. Avec beaucoup de retard, les trois dernières stations ont été ouvertes : la station Jebel Ali, terminus de la ligne rouge côté d'Abou Dhabi le 11 mars 2011, la station Jebel Ali Industrial le 12 décembre 2012. Toutes les stations sont finalement ouvertes avec la dernière le 30 septembre 2013[64], portant leur nombre à 29 dont 24 sur viaduc, une au niveau du sol et quatre en souterrain)[65],[66]. La ligne rouge dispose de 62 trains de cinq véhicules.
- ensuite la ligne 1 de la ligne verte (22,5 km dont 14,6 km en aérien et 7,9 km en souterrain), qui relie la zone franche de l'aéroport à Health Care City, et rejoint par deux fois le tracé de ligne rouge avec deux stations de correspondance : Union Square et Khalid bin Al Waleed. Sa mise en service avec 18 stations a eu lieu en septembre 2011. Les deux dernières stations de cette ligne ont été ouvertes le 1er mars 2014. La ligne comprend 20 stations dont 12 sur viaduc et 8 en tunnel.

| Ligne                        | Termini                                                             | Début de la construction | Date d'achèvement initiale proposée | Date(s) d'ouverture                                                                | Longueur                         | Stations | Temps de parcours                      | Vitesse moyenne | Coûts                   | Coût par km |
| ---------------------------- | ------------------------------------------------------------------- | ------------------------ | ----------------------------------- | ---------------------------------------------------------------------------------- | -------------------------------- | -------- | -------------------------------------- | --------------- | ----------------------- | ----------- |
| Rouge                        | Rashidiya - UAE Exchange                                            | août 2005                | septembre 2009                      | 9 septembre 2009 (10 stations) 2010 (+15 stations) 2011, 2012, 2013 (+3 stations)  | 52,1 km (dont 4,7 km sous terre) | 29       | 69 – 70 minutes                        | 47 km/h         | 28 milliards de dirhams | AED375.3m   |
| Verte                        | Etisalat - Creek                                                    | juillet 2006             | mars 2010                           | 9 septembre 2011 (18 stations) 1er mars 2014 (+2 stations)                         | 22,5 km (dont 7,9 km sous terre) | 20       | 39 – 40 minutes                        | 38 km/h         | 28 milliards de dirhams | AED375.3m   |
| Rouge Bis Parcours Expo 2020 | Jabal Ali - Expo 2020                                               | décembre 2015            | mai 2019                            | 1 janvier 2021 (+4 stations) 1 juin 2021 (+2 stations) 1 octobre 2021 (+1 station) | 15 km (dont 3,2 km sous terre)   | 7        |                                        | Inconnue        | Inconnu                 | Inconnu     |
| Mauve (proposée)             | Aéroport international de Dubaï - Aéroport international Al Maktoum | pas de plan immédiat     | décembre 2012                       | 2030                                                                               | 49 km                            | 8        | vitesse maximale des trains : 110 km/h | inconnue        | inconnus                | inconnu     |
| Bleue (proposée)             | Aéroport international de Dubaï - Aéroport international Al Maktoum | pas de plan immédiat     | 2013                                | 2025 ?                                                                             | 47 km                            | 20       | vitesse maximale des trains : 110 km/h | inconnue        | inconnus                | inconnu     |

Les deux premières lignes sont souterraines en centre-ville et sur viaducs surélevés ailleurs. Les stations équipées de portes de quai sont climatisées.

## Stations

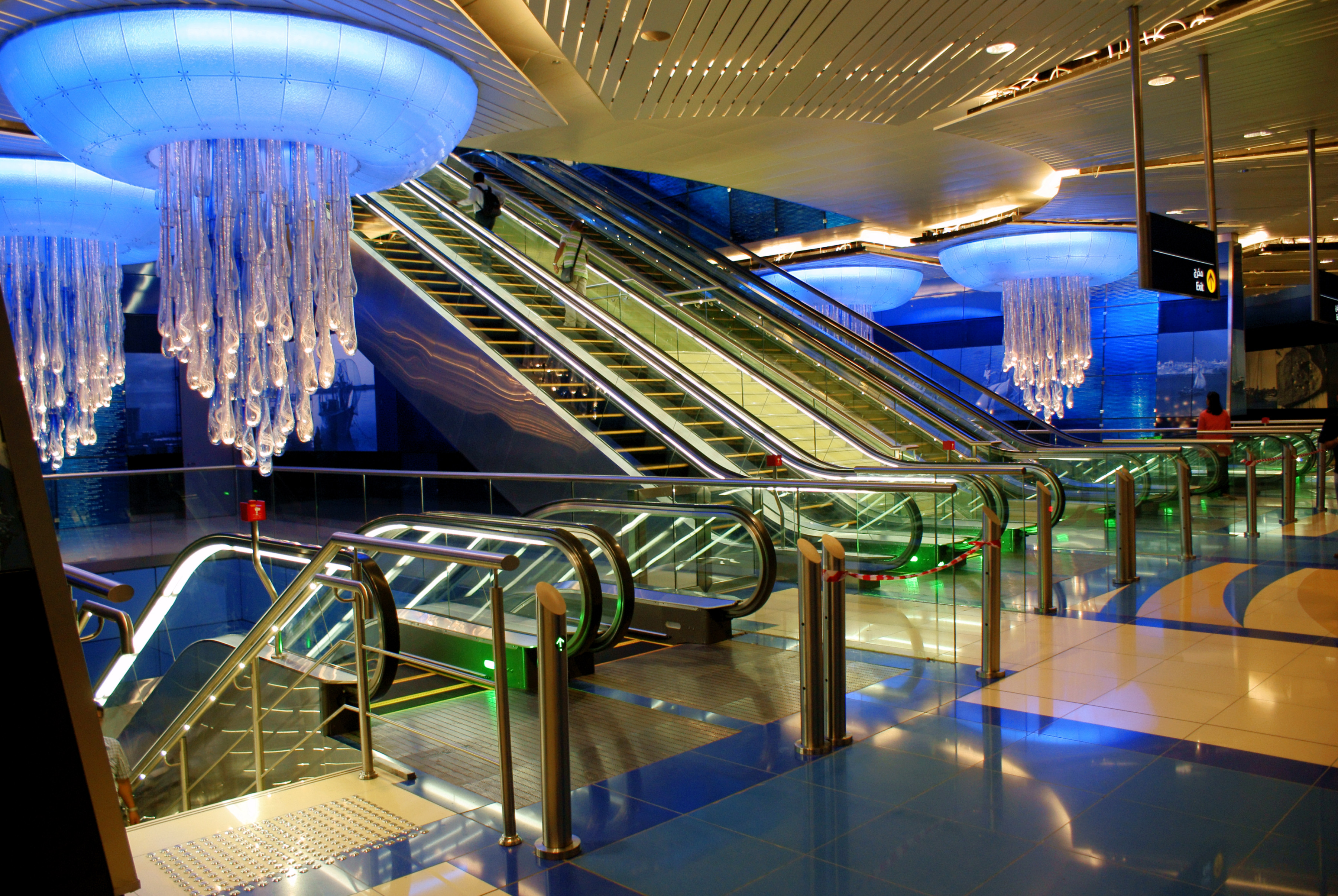
Station BurJuman

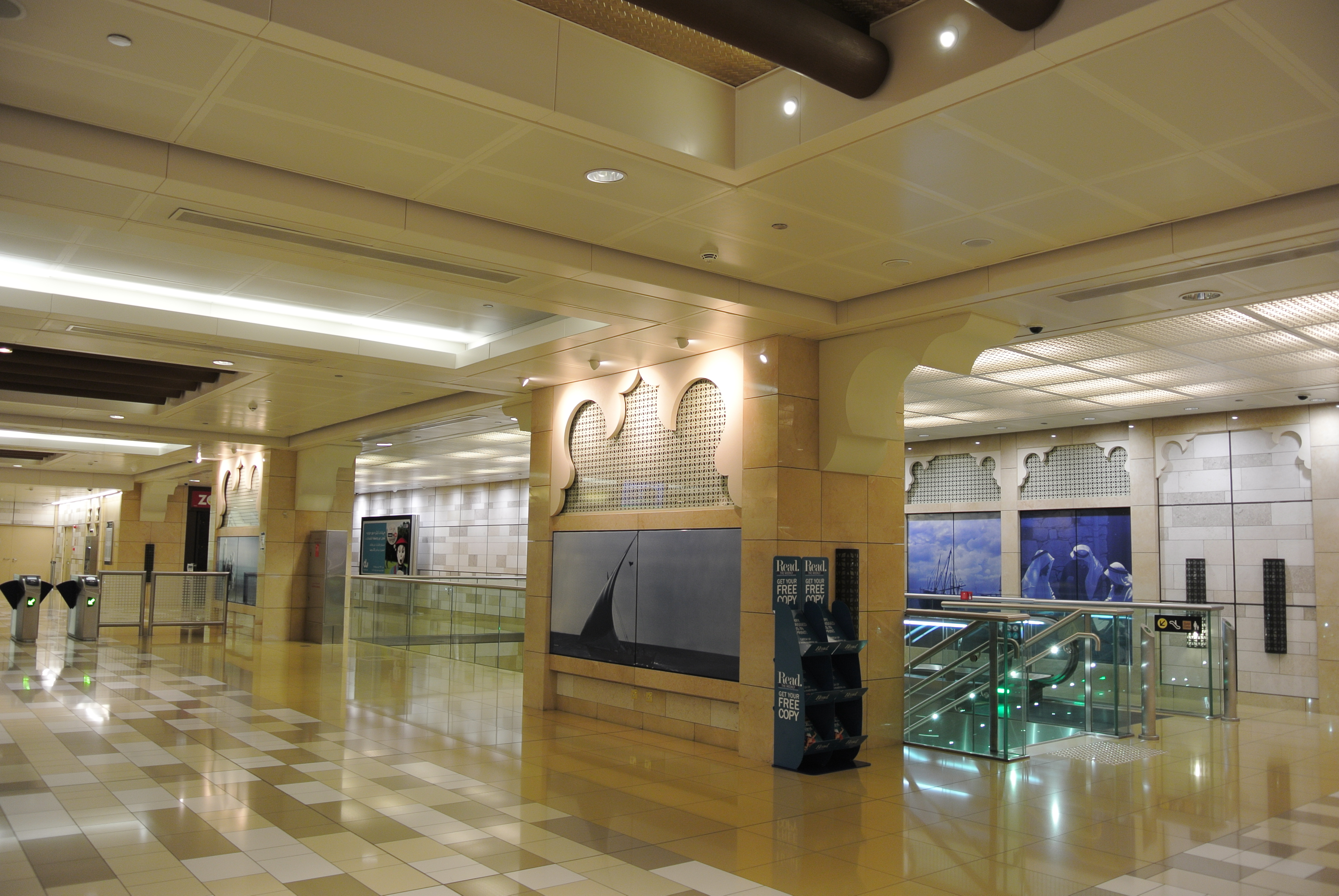
Station Al Ras

## Caractéristiques du système
Les stations sont équipées de portes palières, et les rames sont entièrement climatisées. Le métro comporte, début 2010, 87 trains de cinq voitures entièrement automatiques, et est surveillé par 3 000 caméras de surveillance.
Les 79 trains de cinq véhicules (62 trains pour la ligne rouge et 17 trains pour la ligne verte) sont fabriqués par l'entreprise japonaise Kinki Sharyo, qui construit également des trains Shinkansen, et sont alimentés par un troisième rail.
Les équipements d'automatisation, CBTC SelTrac IS et NetTrac, sont fournis par Thales Rail Signalling Solutions. Thales fournit également le système de signalisation et de télécommunication pour la ligne verte. Le contrat pour la ligne rouge avait été signé par Alcatel en 2005 et transféré à Thales en janvier 2007.
C'est également Thalès qui fournit le système de billettique et le système de paiements.

## Fréquentation et exploitation
C'est la société Serco qui obtient en avril 2008 le contrat d'exploitation pour cinq ans des deux premières lignes du métro de Dubaï. Cette même entreprise obtient en 2013 une extension de son contrat jusqu'en 2019, puis une autre de deux ans en mars 2019 avec également le contrat d'exploitation de la nouvelle ligne.
Le métro est ouvert de 6 h du matin jusqu'à 23 h sauf le vendredi où il fonctionne de 14 h à minuit. Une partie d'une des voitures est réservée aux femmes et aux enfants, l'autre partie aux passagers titulaires de la carte Gold. Les femmes peuvent toutefois voyager dans les autres voitures également.
Les trains circulent toutes les 10 minutes en heures creuses, avec un intervalle minimal de 4 minutes pendant les heures de pointe.
Le métro obtient un grand succès dès la première année. La fréquentation du métro est en augmentation constante et dépasse les 200 millions de passagers par an depuis 2017.

## Projets d'extensions et de lignes nouvelles
Dès le début de la construction des extensions des lignes rouge et verte étaient également programmées et même en phase d'études. Des projets d'extension, de 20 km de la ligne verte et de 12 km de la ligne rouge, sont proposés en février 2012 dans le cadre du Plan directeur du rail à l'horizon 2030 .
Des extensions des lignes ainsi que trois lignes nouvelles, sont prévues aux horizons 2025 et 2030. Le projet d'une ligne bleue est conçue dès 2005 pour d'une part relier l'aéroport international de Dubaï et l'aéroport de Jebel Ali (Aéroport international Al Maktoum) alors en construction, mis en service en 2010, d'autre part assurer une fonction de navettes entre les terminaux. Une ligne mauve (en) de 49 km, huit stations, est ajoutée dans le plan de transport afin de relier les deux aéroports mais par une voie partiellement différente. Un consultant est même choisie pour la ligne mauve dès 2007 pour une mise en service en décembre 2012. L'étude de conception est achevée en 2009. Le projet de construction de ces deux lignes est toutefois arrêtée en 2011.
En 2013, la RTA présente un plan en trois phases pour étendre les lignes existantes et en construire de nouvelles : extension de la ligne verte de 12 stations et de 24 km jusqu'à Academic City d'ici 2020, extension du système global de 58 stations et 91 km d'ici 2025, achèvement des extensions en 2030 avec un total de 69 stations et 221 km au-delà des 47 stations et de 70 km en service en 2013. Est envisagée la mise en service d'une cinquième ligne de métro, la ligne d'or. Les retards dans la construction des extensions et des nouvelles lignes n'empêchent donc pas les autorités de Dubaï d'annoncer un plan aboutissant en 2030 à la réalisation d'un réseau de métro de cinq lignes, 421 km, 197 stations. Le métro de Dubaï serait alors l'équivalent en longueur des métros actuels de Londres et de New York.